# Juan Ítalo
Juan Ítalo (Calabria, c. 1025 - d. de 1082) fue un filósofo neoplatónico bizantino, retórico y heresiarca de expresión griega.

## Biografía
Su padre fue un mercenario normando instalado en el sur de Italia y al servicio de los sicilianos, que querían sacudirse el dominio bizantino. El hijo viajó sobre 1050 a Constantinopla para proseguir sus estudios, en los que tuvo como profesor al famoso Miguel Pselo. Consiguió el favor del emperador Miguel VII Ducas (1071-1078) y empezó a dar clases de filosofía en el monasterio de Theotokos tes Peges, situado en las afueras de la ciudad. El emperador confió en él para una embajada a Dirraquio, actual Durrës (Albania); pero le informaron de que lo había traicionado y lo llamó a consultas; Juan Ítalo huyó a Roma, y desde allí pidió el perdón al emperador, que consiguió, y pudo retornar a Constantinopla. Al ser desterrado su maestro Miguel Pselo en 1077, lo sustituyó en la cátedra de filosofía del Pandidacterio, antecedente de la actual Universidad de Constantinopla.
Nacido en la región sur de Italia conocida como Calabria, le llamaron por ello Juan Ítalo, esto es, Juan "el Italiano". Sin embargo, aún padeció otra peligrosa vicisitud: en 1077 fue acusado de herejía; pero de nuevo el Emperador intercedió y salió indemne del juicio. No tuvo tanta suerte con Alejo I Comneno (1081-1118), pues al examinar los eclesiásticos sus comentarios de las obras de Proclo, Platón, Jámblico, Porfirio y Aristóteles los encontraron elaborados de un modo tan racionalista y desviado de la ortodoxia cristiana, que lo acusaron de aplicar la dialéctica y la lógica a la teología de la Encarnación y a la naturaleza y los milagros de Jesucristo, así como de criticar los dogmas de la inmortalidad del alma y de la resurrección del cuerpo y creer en las ideas o arquetipos platónicos.
Un sínodo de obispos presidido por el patriarca Cosmas I dictó nueve anatemas contra él en 1082 por herejía y paganismo; según Ana Comneno, tuvo que ocultarse de una multitud enfurecida que quería matarlo, y se vio obligado por el Emperador, esta vez un hombre muy religioso, a renegar de su neoplatonismo y a hacer voto de silencio; no volvió a publicar nada más y murió olvidado en un oscuro monasterio. Sus obras fueron quemadas, aunque algunas subsistieron. Su maestro Psellos se había librado por poco con un destierro; sin embargo, uno de los discípulos de Ítalo, el teólogo Eustracio, metropolitano de Nicea, comentó las obras de Aristóteles, y, aunque había tenido el cuidado de distanciarse de su maestro, sufrió otro juicio en 1117 y el emperador lo suspendió en el cargo. La historiadora Ana Comneno comentó el anatema de Juan Ítalo en su Alexiada con cierto desprecio por el intelectual y la ignorancia que mostró del griego en su Sinopsis retórica; en realidad, lo tenía conceptuado como opositor a la dinastía Comneno por sus orígenes mercenarios. La sentencia contra Juan Ítalo supuso un receso en el camino de la filosofía racionalista en Bizancio y atemorizó intentos posteriores.

## Obra
Entre las obras de Juan Ítalo destacan Respuestas a diferentes preguntas, Exposición de los Tópicos de Aristóteles, Sobre la dialéctica y Método de retórica expuesto sinópticamente. En la cuestión sobre los universales que había de sobrevenir en la escolástica occidental, y habiendo conocido la teoría de las ideas de Platón por su maestro Psellos, reivindicó el «conceptualismo realista» de los estoicos, tanto en contra del «nominalismo» de Antístenes como del «realismo» de Platón. Fue ésta, precisamente, la posición que sirvió al conjunto de los filósofos bizantinos ¿también teólogos? para marcar una considerable distancia crítica respecto al «ejemplarismo», aceptado cuiusque genere por la primera Patrística y por teólogos dialécticos de la talla de Máximo el Confesor (580-662) y Juan Damasceno (675-749).

## Algunas obras
- Ἐκδόσεις εἰς διάφορα Ζητήματα / Respuestas a varias cuestiones propuestas (noventa y cuatro respuestas a cuestiones filosóficas controvertidas)
- Ἕκδοσις εἰς τὰ Τοπικά / Exposición de los Tópicos de Aristóteles
- Περὶ διαλεκτικῆς / Sobre dialectica
- Μέθοδος ῥητορικῆς ἐκδοθεῖσα κατὰ σύνοψιν / Método sinóptico de retórica
- Ἀπορίαι καὶ λύσεις
- Epitome Aristotelis de Interpretatione
- Orationes
- Synopsis quinque vocum Porphyrii